# Комарь, Дмитрий Алексеевич
Дмитрий Алексеевич Ко́марь (6 ноября 1968, Нестерово, Московская область — 21 августа 1991, Москва) — один из трёх погибших защитников Белого дома во время августовского путча 1991 года. Герой Советского Союза (1991, посмертно). Самый молодой (по дате рождения) Герой Советского Союза.

## Биография
Родился в семье военнослужащего. Работал слесарем на Истринской мебельной фабрике. С ноября 1986 года проходил службу в учебном центре Воздушно-десантных войск СССР (д. Гайжюнай Литовской ССР). С мая 1987 года воевал в Афганистане, имел воинское звание гвардии сержанта. По итогам военной службы награждён тремя медалями, в том числе «За боевые заслуги», «70 лет Вооружённых Сил СССР» и «Воину-интернационалисту от благодарного афганского народа». На Афганской войне был дважды контужен и переболел желтухой.
После увольнения в 1989 году в запас работал водителем автопогрузчика производственного специализированного объединения «Интерьер» в Москве.
По словам матери, в мае 1990 года домой к ним пришли сотрудники милиции и объявили ей благодарность за то, что Дмитрий защитил незнакомую девушку от двух человек, пытавшихся затащить её в кусты. За месяц до августовского путча 1991 года, находясь на отдыхе в районе Сочи, принял самое непосредственное участие в спасении людей, пострадавших при сходе оползня.
О путче узнал из выпуска новостей по телевизору. Не собирался участвовать в митингах. Уйдя на встречу с друзьями, случайно услышал, как вице-президент России Александр Руцкой призывает «афганцев» на защиту Белого дома.

### Гибель
По версии следствия, около полуночи 21 августа 1991 года запрыгнул на БМП (бортовой № 536) из колонны, двигавшейся в сторону Смоленской площади в направлении от Белого дома, с намерением набросить на смотровую щель брезент, чтобы «ослепить» экипаж. Наводчик БМП стал вращать её башню, намереваясь сбросить с брони нападавшего, но это удалось сделать механику-водителю: в результате резкого манёвра оказался на асфальте. Но поднялся, догнал БМП и запрыгнул в десантный люк, распахнувшийся от удара о колонну. Механик-водитель под грохот предупредительных выстрелов так дёрнул машину, что Комаря выбросило из неё. При этом краем одежды зацепился за крышку раскрытого десантного люка и при манёвре разбил себе голову о корпус БМП.
По другим данным, забрался на БМП вместе с другим ветераном войны в Афганистане майором Сергеем Чуриным, чтобы закрыть брезентом смотровую щель. Однако затем в машине открыли задний люк и, несмотря на запрет майора, попытался забежать в раскрытый задний люк бронемашины. Однако водитель сделал резкий поворот, и Комарь вылетел из машины, зацепившись ногой о люк. Повиснув, через некоторое время упал на асфальт. Водитель БМП дал задний ход и раздавил его.
Против экипажа БМП № 536 было возбуждено уголовное дело, однако постановлением Прокуратуры Москвы от 20 декабря 1991 года оно было прекращено «за отсутствием признаков уголовно наказуемого деяния».
В 1992 году мать погибшего обращалась к Генеральному прокурору России с требованием эксгумации тела своего сына и проведения дополнительной экспертизы. Поводом послужили противоречия между официальным заключением гибели и показаниями свидетелей, в том числе и военнослужащего Кошкарбая Баймуратова, произведшего выстрел, но не уверенного в том, что попал.
Адвокат одного из обвиняемых по делу ГКЧП Владимира Крючкова Юрий Иванов рассказал следующую версию: Дмитрий Комарь с монтировкой в руке прыгнул на БМП и открыл её дверцу. Находившийся в этом БМП солдат Саинхаджаев, увидев, что в проёме появился человек с монтировкой, открыл огонь из автомата и убил парня. Также адвокат заявил, что у Комаря была средняя степень опьянения.

## Награды
Указом Президента СССР от 24 августа 1991 года «за мужество и гражданскую доблесть, проявленные при защите демократии и конституционного строя СССР» Дмитрию Комарю присвоено звание Героя Советского Союза (посмертно) с вручением ордена Ленина и медали «Золотая Звезда» (№ 11658). Самый молодой (по дате рождения) Герой Советского Союза и один из последних Героев Советского Союза.
Также он награждён 4 медалями, в том числе «За боевые заслуги», «Защитнику свободной России» (№ 1), «70 лет Вооружённых Сил СССР и «Воину-интернационалисту от благодарного афганского народа».
Дмитрий Комарь похоронен на Ваганьковском кладбище (участок 25) в Москве, где на его могиле установлен памятник.
Памятный знак в честь Дмитрия Комаря установлен над подземным туннелем на пересечении Садового кольца с улицей Новый Арбат в Москве. В здании старорузской школы, где он учился, установлена мемориальная доска.

## Память
Ежегодно в день гибели трёх защитников Белого дома проводились траурные мероприятия, в числе которых было возложение венков от президента России и его администрации к могилам Героев и мемориальному камню на Новом Арбате.
В июле 2012 года Президент России Владимир Путин учредил дополнительную ежемесячную выплату для родственников погибших в августовском путче в 1991 году защитников Белого дома.

## Семья
- Отец — Алексей Алексеевич Комарь (26.11.1945—2007) — был военнослужащим,  майором, служил в войсках ПВО, охранял воздушное пространство Москвы. Являясь начальником штаба, находился на боевом дежурстве, когда на Васильевском спуске приземлился немецкий пилот-любитель Матиас Руст. Алексей Комарь пытался связаться с вышестоящими генералам, но они отдыхали, и он оказался виновным, за что его в возрасте 47 лет отправили на пенсию. Все награды сына у отца похитили грабители, когда он носил их показать знакомым. После смерти прах Алексея Комаря поместили в колумбарий на Ваганьковском кладбище, рядом с могилой сына[8][9].
- Мать — Любовь Ахтямовна Комарь (род. 01.01.1947) — работала товароведом, а затем кастеляншей в фитнес-центре[8][9].
- Младшая сестра — Татьяна (род. 19.07.1982)[8][9].
- Младший брат — Алексей (род. 15.02.1985)[8][9].
- Племянница — Дарья[8].

## Образ в культуре
- Александр Давыдов в документальном фильме «Завтра все будет по-другому», Россия, 2009 год.